# Dysaethesia aethiopica
Inden for psykiatrien,var dysaethesia aethiopica en påstået sindssygdom, der blev beskrevet af den amerikanske læge, Samuel A. Cartwright i 1851, hvor han fremsatte en teori om årsagen til dovenskab hos slaver. I dag betragtes dysaethesia aethiopica som et eksempel på pseudovidenskab, og som en del af grundlaget for den videnskabelige racisme.

## Historie
Dysaethesia aethiopica fandtes kun hos sorte amerikanere og blev kaldt slyngelagtighed af slagefogederne. Den var kendetegnet af en delvis ufølsomhed i huden og "så betydelig en sløvhed i de intellektuelle evner, at det svarer til en halvt sovende person" Andre symptomer omfattede "fysiske læsioner, som altid findes, som er tilstrækkelige til at begrunde symptomerne, og som vil afsløres ved en lægelig undersøgelse" Cartwright bemærkede, at eksistensen af dysaethesia aethiopica "kunne erkendes klart ved det mest direkte og positive vidnesbyrd", men at andre læger ikke så den, da deres "opmærksomhed ikke [havde] været tilstrækkeligt rettet mod negerracens sygdomme"
Ifølge Cartwright var dysaethesia aethiopica "meget mere udbredt blandt frie negre, der levede i småsamfund for sig selv end blandt slaver i vore plantager, og [den] angriber kun de slaver, der lever som frie negre med hensyn til mad, drikke, motion osv." — faktisk, mente Cartwright, er "næsten alle frie negre mere eller mindre smittet med den, når de ikke har en eller anden hvid persons styring og omsorg"
Cartwright mente, at dysaethesia aethiopica var "let at kurere, hvis den blev behandlet ud fra solide, lægelige principper" Ufølsomhed i huden var ét af sygdommens symptomer, så huden skulle stimuleres:
| Citat | Den bedste måde at stimulere huden på er først at at få patienten vasket grundigt med varmt vand og sæbe; så at indsmøre huden overalt med olie, og at banke olien ind med en bred læderrem; og så at sætte patienten i gang med en eller anden form for hårdt arbejde i solskinnet | Citat |
|       | |       |

Forfatteren Vanessa Jackson har bemærket, at læsioner var et symptom på dysaethesia aethiopica og at "den altid rådsnare Dr. Cartwright var overbevist om, at pisk kunne ... kurere denne sygdom. Man undrer sig selvfølgelig over, om ikke piskningen kunne være årsagen til de 'læsioner', der bekræftede diagnosen"
Ifølge Cartwright vil slaven efter det foreskrevne behandlingsforløb se taknemmeligt og med tak på den hvide mand, hvis overtalelsesevner … har genskabt hans følese og fjernet den tåge, der overskyggede hans intellekt"

## Eksterne links
- An Early History – African American Mental Health Arkiveret 9. juli 2011 hos  Wayback Machine